# River Irwell
Der Irwell ist ein 63 km langer Fluss, der im Nordwesten Englands in den Grafschaften Lancashire und Greater Manchester durch das Irwell-Tal fließt.
Die Quelle des Flusses ist Irwell Springs im Deerplay Moor, ca. 2,5 km nördlich der Stadt Bacup, in der Gemeinde Cliviger, Lancashire. Der Irwell fließt durch die Innenstädte von Manchester und Salford, bevor er in der Nähe von Irlam in den Mersey mündet.
Um den gewundenen Lauf des Flusses für Schiffe leichter befahrbar zu machen und eine Verbindung zum Mersey zu schaffen, wurde im 18. Jahrhundert die Mersey and Irwell Navigation gebaut, die am Ende des 19. Jahrhunderts durch den größeren und noch heute betriebenen Manchester Ship Canal ihre Rolle, Manchester mit Liverpool und der offenen See zu verbinden, verlor.

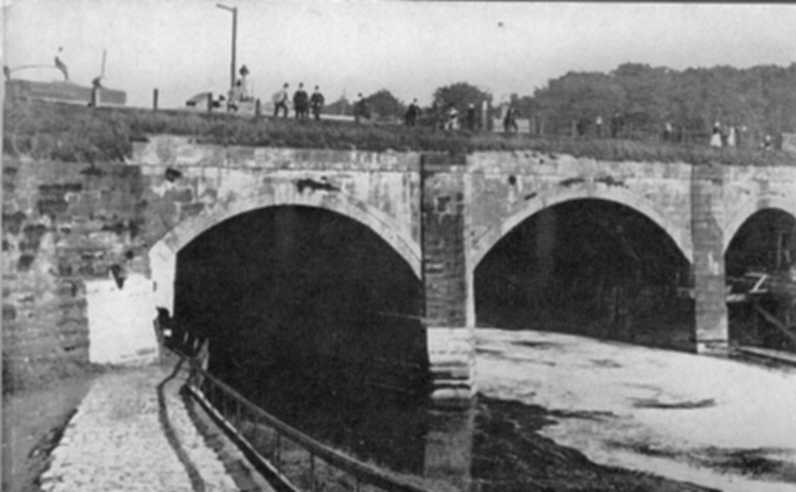
Das alte Barton Aqueduct

Der Irwell wird vom Bridgewater-Kanal überquert, was zwischen 1761 und 1891 mittels des Barton Aqueducts möglich war und seitdem durch das Barton Swing Aqueduct realisiert wird, des Weiteren von der Trinity Bridge (Greater Manchester).